# 11376 Taizomuta
11376 Taizomuta è un asteroide della fascia principale. Scoperto nel 1998, presenta un'orbita caratterizzata da un semiasse maggiore pari a 2,4307330 UA e da un'eccentricità di 0,1334812, inclinata di 1,07762° rispetto all'eclittica.